# Schweizer Cup (Fussball, Männer) 1983/84
Der 59. Schweizer Cup wurde vom 29. Juli 1983 bis zum 11. Juni 1984 ausgetragen. Titelverteidiger war der Verein Grasshopper Club Zürich.

## Der Modus
Es wurde im K.-o.-System gespielt. Im Fall eines Gleichstandes zum Ende der Verlängerung wurde das Spiel auf dem Platz der Gastmannschaft wiederholt. Das Finalspiel fand in Bern statt.

## 1/16-Finals
In den 1/16-Finals spielten erstmals die Mannschaften der Nationalliga A mit:
| Datum             |                      | Ergebnis        |                         |
| ----------------- | -------------------- | --------------- | ----------------------- |
| 15.10.1983, 14:15 | FC Red Star Zürich   | 1:2             | Grasshopper Club Zürich |
| 15.10.1983, 16:30 | FC Aarau             | 6:0             | Aurore Bienne           |
|                   | FC Biel-Bienne       | 3:3 (3:4 i. E.) | FC Laufen               |
| 15.10.1983, 17:00 | FC Bulle             | 3:0             | FC Boncourt             |
| 15.10.1983, 17:30 | FC La Chaux-de-Fonds | 1:3             | Servette FC             |
|                   | FC St. Gallen        | 2:0             | FC Winterthur           |
| 15.10.1983, 18:00 | FC Grenchen          | (aufgrund)      | Neuchâtel Xamax         |
| 15.10.1983, 20:15 | FC Fribourg          | 0:3             | FC Sion                 |
| 16.10.1983, 14:15 | FC Amriswil          | 5:0             | SC Buochs               |
| 16.10.1983, 14:30 | FC Baden             | 1:3             | FC Zürich               |
|                   | FC Kreuzlingen       | 2:5             | FC Wettingen            |
|                   | FC Mendrisio         | 3:0             | FC Suhr                 |
|                   | Vevey-Sports         | 1:0             | Nordstern Basel         |
|                   | BSC Young Boys       | 2:4             | FC Lausanne-Sport       |
| 16.10.1983, 15:00 | FC Morobbia          | 0:1             | FC Chiasso              |
| 16.10.1983, 16:00 | FC Basel             | 0:3             | FC Luzern               |

Wiederholungsspiel
| Datum             |             | Ergebnis |                 |
| ----------------- | ----------- | -------- | --------------- |
| 20.03.1984, 19:00 | FC Grenchen | 1:0      | Neuchâtel Xamax |

Anmerkung
1. ↑  Spiel aufgrund des Grenchen-Protestes aufgrund eines Schlichtungsfehlers abgebrochen. Ergebnis 1–3

## Achtelfinals
| Datum             |               | Ergebnis |                         |
| ----------------- | ------------- | -------- | ----------------------- |
| 31.03.1984, 16:00 | FC Amriswil   | 0:1      | FC Aarau                |
| 31.03.1984, 20:00 | FC Luzern     | 2:1      | Vevey-Sports            |
|                   | Servette FC   | 4:2      | FC Sion                 |
| 01.04.1984, 14:30 | FC Laufen     | 2:3      | FC Bulle                |
|                   | FC St. Gallen | 2:1      | Grasshopper Club Zürich |
| 01.04.1984, 15:00 | FC Grenchen   | 0:2      | FC Lausanne-Sport       |
|                   | FC Mendrisio  | 1:2      | FC Chiasso              |
|                   | FC Zürich     | 5:1      | FC Wettingen            |

## Viertelfinals
| Datum             |                   | Ergebnis  |           |
| ----------------- | ----------------- | --------- | --------- |
| 18.04.1984, 20:00 | Servette FC       | 5:0       | Chiasso   |
| 23.04.1984, 15:00 | FC Lausanne-Sport | 3:2 n. V. | FC Zürich |
|                   | FC St. Gallen     | 2:0       | FC Bulle  |
| 23.04.1984, 17:00 | FC Luzern         | 0:3       | FC Aarau  |

## Halbfinals
| Datum             |                   | Ergebnis  |               |
| ----------------- | ----------------- | --------- | ------------- |
| 08.05.1984, 20:30 | FC Lausanne-Sport | 1:0       | FC St. Gallen |
| 08.05.1984, 20:00 | FC Aarau          | 0:0 n. V. | Servette FC   |

Wiederholungsspiel
| Datum             |             | Ergebnis |          |
| ----------------- | ----------- | -------- | -------- |
| 23.05.1984, 20:00 | Servette FC | 1:0      | FC Aarau |

## Final
Das Finalspiel fand am 11. Juni 1984 im Stadion Wankdorf in Bern statt.
| Paarung           | Servette FC – FC Lausanne-Sport |
| Ergebnis          | 1:0 n. V. |
| Datum             | 11. Juni 1984 um 14:30 Uhr |
| Stadion           | Stadion Wankdorf, Bern |
| Zuschauer         | 38.000 |
| Schiedsrichter    | Ulrich Nyffenegger (Nidau) |
| Tore              | 1:0 Geiger (95.) |
| Servette FC       | Burgener, Renquin, Hasler, Henry, Dutoit, Schnyder, Geiger (110. Cacciapaglia), Barberis, Decastel (91. Castella), Brigger, Elia Cheftrainer: Guy Mathez |
| FC Lausanne-Sport | Milani, Chapuisat, Batardon (104. Dario), Bamert, Ryf, Pfister (84. Hertig), Lei-Ravello, Andrey, Kok, Mauron, Pellegrini Cheftrainer: Péter Pázmándy    |